# Ludmiła Putina
Ludmiła Aleksandrowna Putina, ros. Людмила Александровна Путина, po drugim mężu Oczerietna, ros. Очеретная (ur. 6 stycznia 1958 w Królewcu) – od 28 lipca 1983 do 6 czerwca 2013 małżonka Władimira Putina (prezydenta Federacji Rosyjskiej w latach 2000–2008 i od 2012).

## Życiorys
Ukończyła studia na wydziale romanistyki Uniwersytetu Leningradzkiego. Wcześniej pracowała, między innymi, jako listonoszka, pielęgniarka szpitalna, stewardesa Aerofłotu.
Według portalu Sobiesiednik Ludmiła Putina wyszła za mąż za 38-letniego Artura Oczerietnego i zmieniła nazwisko. Zamieszkała z Oczerietnym we Francji, w miejscowości Anglet na wybrzeżu Oceanu Atlantyckiego. Po rosyjskiej inwazji na Ukrainę w 2022 została objęta sankcjami przez Wielką Brytanię 13 maja 2022 roku. Biuro Spraw Zagranicznych stwierdziło, że Ludmiła korzystała z uprzywilejowanych powiązań gospodarczych z podmiotami państwowymi.
Z Władimirem Putinem ma dwie córki: Mariję (ur. 1985) i Jekatierinę (ur. 1986).